# Disco (род)
Disco (лат.) — род ракообразных семейства Discoidae из отряда каляноид (Calanoida).

## Описание
Мелкие ракообразные, как правило, менее 1 мм общей длины. Просома удлинённо-овальная. Уросома самки 4-сегментная, у самца уросома 5-сегментная. Голова и первый грудной сегмент раздельные, четвёртый и пятый грудные сегменты слиты. Рострум крупный и тупо закруглённый или отсутствует. Брюшко состоит из четырёх сегментов. Анальный сегмент длиннее предыдущего. Сегменты 8 и 9 первой антенны раздельные. Эндопод второй антенны примерно на две трети длины экзопода. Дистальный сегмент экзопода равен примерно половине длины всего экзопода. Эндопод мандибулы длиннее экзопода. Пальпы лишены волосков. Первая максилла с четырьмя волосками на первой наружной доле. Вторая максилла с четырьмя или пятью долями, каждая из которых несёт грубо сливные волоски. Максиллипед с редуцированным числом волосков на базиподах и эндоподах. Экзоподы плавательных ног 3-сегментные, эндоподы 1-3-сегментные. Пять волосков на внутреннем крае третьего экзоподального сегмента второй и третьей лапок. Пятые лапки рудиментарные или отсутствуют.

## Классификация
В состав рода включают около 20 видов.
- Disco atlanticus Gordeeva K.T., 1974[9]
- Disco caribbeanensis Gordeeva K.T., 1974[9]
- Disco compressus Schulz, 2003[10]
- Disco creatus Gordeeva K.T., 1975[2]
- Disco curtirostris Gordeeva K.T., 1975[2]
- Disco elephantus Gordeeva K.T., 1975[2]
- Disco erythraeus Gordeeva K.T., 1974[9]
- Disco hartmanni Schulz, 1993[10]
- Disco inflatus Grice & Hulsemann, 1965[1]
- Disco intermedius Gordeeva K.T., 1976[11]
- Disco marinus Gordeeva K.T., 1974[9]
- Disco minutus Grice & Hulsemann, 1965[1]
- Disco peltatus Gordeeva K.T., 1974[9]
- Disco populosus Gordeeva K.T., 1976[11]
- Disco robustipes Gordeeva K.T., 1974[9]
- Disco triangularis Markhaseva & Kosobokova, 1998[12]
- Disco tropicus Gordeeva K.T., 1974[9]
- Disco vulgaris Gordeeva K.T., 1974[9]